# Viceversa (album)
| Recensione | Giudizio |
| ---------- | -------- |
| Rockol     |          |

Viceversa è il quarto album in studio del cantante italiano Francesco Gabbani pubblicato il 14 febbraio 2020 dalla BMG Rights Management.

## Descrizione
Il disco si compone di nove brani, tra cui l'omonimo Viceversa, presentato dall'artista al Festival di Sanremo 2020 e classificatosi secondo.

## Tracce
1. Einstein – 2:56 (Francesco Gabbani, Filippo Gabbani, Luca Chiaravalli)
2. Il sudore ci appiccica – 3:05 (Francesco Gabbani, Filippo Gabbani, Luca Chiaravalli, Pacifico)
3. Viceversa – 3:35 (Pacifico, Francesco Gabbani)
4. Cinesi – 3:47 (Francesco Gabbani)
5. Shambola – 3:06 (Michel Petrucciani, Luca Chiaravalli, Francesco Gabbani, Filippo Gabbani)
6. Duemiladiciannove – 3:32 (Francesco Gabbani, Filippo Gabbani, Luca Chiaravalli)
7. È un'altra cosa – 3:18 (Luca Chiaravalli, Fabio Ilacqua, Filippo Gabbani, Francesco Bianconi, Francesco Gabbani)
8. Bomba pacifista – 3:25 (Pacifico, Luca Chiaravalli, Francesco Gabbani)
9. Cancellami – 3:03 (Francesco Gabbani)

Traccia bonus nell'edizione deluxe
1. Fortitudo mea in nota/L'amico Fritz – 1:50 – traccia fantasma

## Classifiche

### Classifiche settimanali
| Classifica (2020) | Posizione massima |
| ----------------- | ----------------- |
| Italia            | 2                 |
| Svizzera          | 97                |

### Classifiche di fine anno
| Classifica (2020) | Posizione |
| ----------------- | --------- |
| Italia            | 41        |